# بتی راس
الیزابت «بتی» راس (به انگلیسی: Elizabeth "Betty" Ross) که بعدها تحت نام‌های بتی تالبوت و سپس بتی بنر شناخته شد، یک شخصیت خیالی در کتاب‌های کامیک آمریکایی منتشر شده توسط مارول کامیکس است. این شخصیت توسط نویسنده استن لی و طراح جک کربی خلق شده است و برای نخستین بار در شمارهٔ ۱ از هالک شگفت‌انگیز (مه ۱۹۶۲)، به عنوان معشوقهٔ شخصیت ابرقهرمان هالک (دکتر بروس بنر)، و دختر ژنرال تاندربولت راس حضور پیدا کرد. در طی سال‌ها، این شخصیت تحولات متعددی را تجربه کرده است که از آن‌ها می‌توان به هارپی و ضدقهرمان هالک-دخت قرمز (یا هالک-دخت) اشاره کرد. او در داستان‌ها توسط شخصیت موداک با تزریق مقدار زیادی پرتو گاما به هارپی، هیولایی سبز رنگ دارای بال‌هایی بزرگ تراریختی کرد، سپس کشته شد، و خود به شخصیت هالک-دخت قرمز تبدیل گردید. اگرچه او قدرت‌های خود را با تزریق پرتو گاما، توسط شخصیت دکتر گرین از دست داد.
جنیفر کانلی هنرپیشه آمریکایی نقش بتی راس را در فیلم هالک (۲۰۰۳) ایفا کرده است و در دنیای سینمایی مارول نیز لیو تایلر، نقش او را در فیلم‌های هالک شگفت‌انگیز (۲۰۰۸) و کاپیتان آمریکا: دنیای شجاع جدید (۲۰۲۵) بازی کرده است. همچنین استفانی پانیسلو صداپیشگی نسخه‌ای جایگزین از این شخصیت را در مجموعه پویانمایی چه می‌شود اگر...؟ بر عهده داشته است.

## تاریخچه
بتی راس تنها فرزند ژنرال تادئوس «تاندربولت» راس و دوست دختر بروس بنر بود. دوران جوانی او زیر دست قوانین سخت گیرانه ارتشی پدرش سپری شد. تاندربولت راس همیشه امیدوار بود فرزند پسر داشته باشد تا بتواند راه پدر را ادامه دهد، و ناتوانی او در داشتن فرزند دختر در نحوه پرورش بتی تأثیر به‌سزایی داشت. مادر بتی زمانی که او هنوز یک نوجوان بود درگذشت، و نگهداری از او به پدرش واگذار شد. او تصمیم گرفت که پایگاه نظامی محیطی مناسب برای یک دختر نیست، بنابراین بتی را به یک مدرسه شبانه‌روزی فرستاد.
پس از فارغ‌التحصیلی، بتی به پایگاه نظامی و در کنار پدرش بازگشت. ژنرال راس در آن زمان مسئول یک پروژه فوق محرمانه و طبقه‌بندی‌شده برای خلق یک نوع سلاح جدید دربرگیرنده پرتو گاما، تحت عنوان «بمب گاما» بود. دانشمند ارشد این پروژه نیز دکتر رابرت بروس بنر بود که ژنرال از این مسئله بیم داشت. با وجود این، بتی بلافاصله مجذوب ضریب هوشی و طرز بیان ملایم بنر شد و رابطهٔ آن‌ها روز به روز بیشتر می‌شد. بتی دیگر به بروس علاقه‌مند شده بود و این دلیلی بود که پدرش بیش از پیش با او ناسازگار شود. صرف نظر از این واقعیت، بتی در نهایت با بروس ازدواج نمود. چندی بعد بنر در انفجار تست بمب گاما گرفتار شد و تبدیل به هالک شگفت‌انگیز گردید.